# Iglesia de San Isidro (Aguas Nuevas)
La Iglesia de San Isidro de la localidad de Aguas Nuevas es un templo de culto católico dedicada al patrón de la localidad. Aguas Nuevas es una entidad local menor perteneciente al municipio de Albacete (en Castilla-La Mancha, España). Se encuentra 8 km al sur de Albacete capital.  Solo cuenta con este templo, que se encuentra activo y que está situado en la explanada de la Plaza de los Colonos, la plaza principal de la localidad y pertenece al arciprestazgo de Peñas de San Pedro.

## Historia
La localidad de Aguas Nuevas es un municipio de nueva fundación a partir de un proyecto de colonización de las zonas rurales en el que se proyectaron alrededor de 300 pueblos en las comunidades de Castilla-La Mancha y Andalucía. Esto potenció el desarrollo de un estilo característico, tanto en lo referente a la trama urbana ya que se genera un plano urbanístico organizado alrededor de una plaza principal que ordena la disposición de las calles, como en lo relativo al estilo arquitectónico caracterizado por estructuras simples y eficientes revestidas de blanco.
Su construcción tuvo lugar entre 1963-1967, por partida del Instituto Nacional de Colonización. Las obras se llevan a cabo bajo siguiendo el modelo arquitectónico y urbanístico  de  José Luis Fernández del Amo, arquitecto de sólida formación humanística, que a partir de 1947 pasó a formar parte del servicio de funcionariado en el Servicio de Arquitectura del INC, y que en 1952 es nombrado director del Museo nacional de Arte Contemporáneo. Asimismo, este trabajó en Granada en la Dirección General de Regiones Devastadas, donde entro en contacto con jóvenes artistas y visitó los talleres de la ciudad. Esto favoreció la incorporación de estos artistas en el proyecto, lo que promovió miradas artísticas aperturistas en relación con el arte sacro.

## Descripción

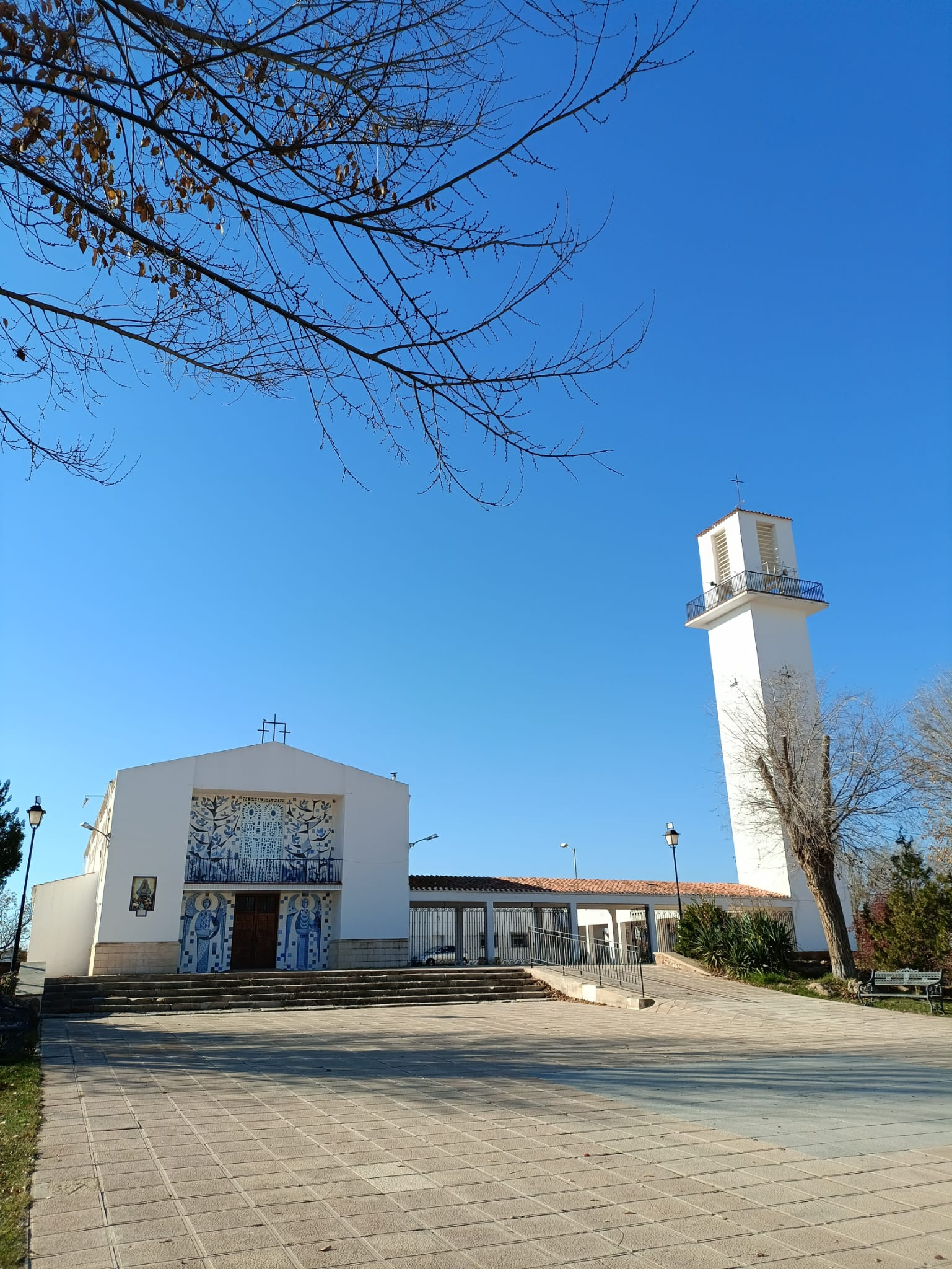
Iglesia de San Isidro Labrador, Aguas Nuevas

Se trata de una iglesia de nave única y techo plano cruzado transversalmente por vigas de madera, de carácter longitudinal, con el altar en la parte trasera, capillas en los laterales y un segundo piso elevado sobre el vestíbulo. El altar está presidido por una imagen en bronce de cristo crucificado con un ángel en cada lateral adosados al muro. Encontramos otras dos imágenes escultóricas de San Isidro y San Antón, ambas sobre un pedestal y relacionadas con el patronazgo del pueblo y su vinculación con la agricultura y la ganadería. Asimismo, el conjunto cuenta con una torre campanario, ambos edificios están conectados y en su centro se crea una plaza presidida por una cruz metálica. El edificio está situado en la parte más elevada de la plaza, siendo precedido por una explanada en la que se celebran tradicionalmente las hogueras de San Isidro. Su lugar preferente en la visualidad del entorno se explica por su importancia instructiva.
Según Amado & Patiño Eirín (2020) la institución eclesiástica fue la parte fundamental del rígido control de la población que constituía el método de formación nacional católico, al que se encomendaban unas funciones fuertemente dirigidas también en el entorno de colonización, al igual que en los pueblos, las villas y las ciudades. Está construida en el estilo propio de los pueblos de colonización que se caracteriza por el uso de nave única, capillas laterales, el revestimiento de blanco y el uso ornamental de adornos cerámicos.
La edificación está construida en el estilo propio de los pueblos de colonización que se caracteriza por el uso de nave única, capillas laterales, el revestimiento de blanco y el uso ornamental de adornos cerámicos.

## Artes decorativas

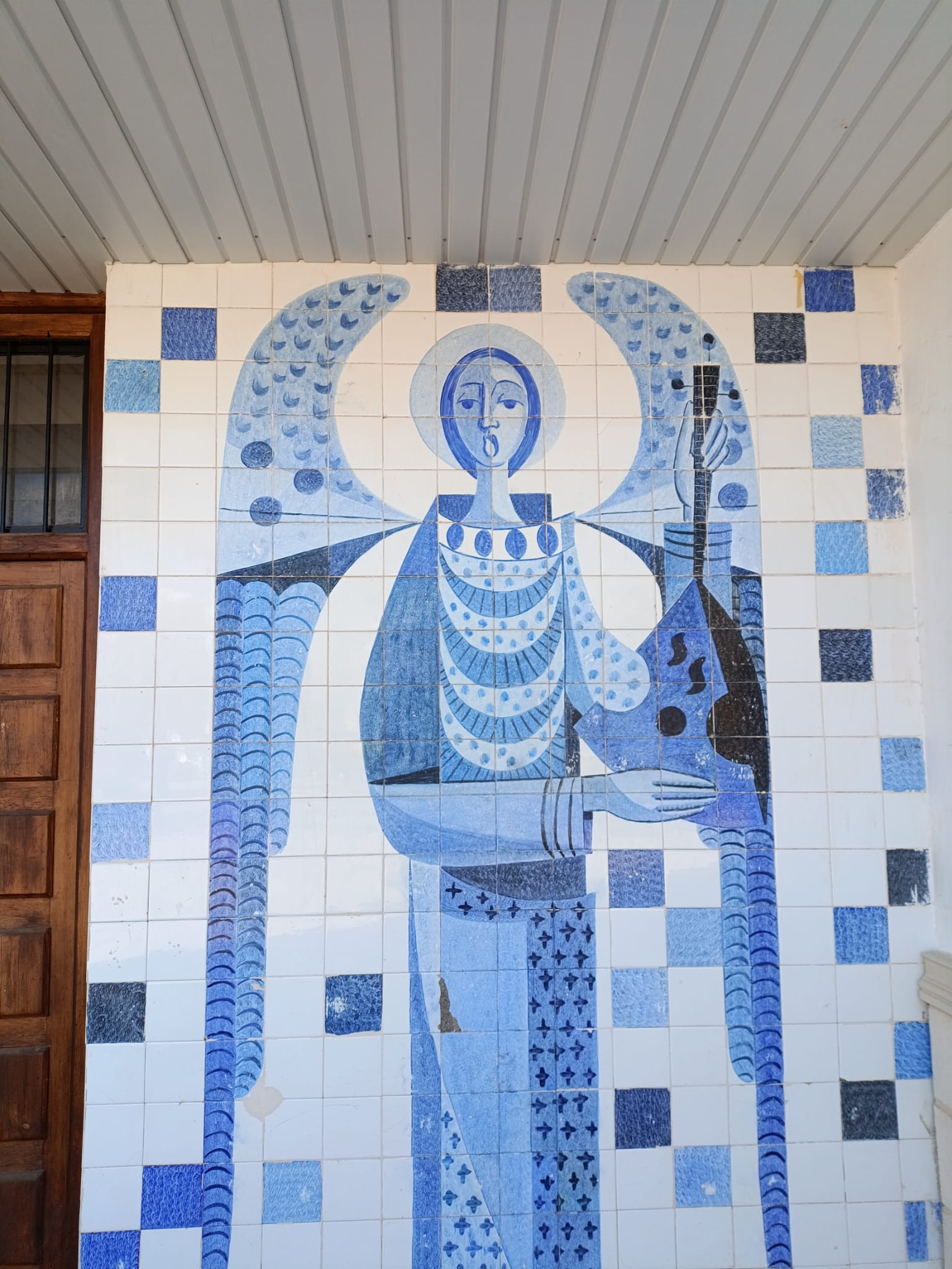
Panel cerámico de la fachada de la iglesia de San Isidro Labrador, Aguas Nuevas

En su interior cuenta con una serie de vidrieras emplomadas carentes de programa iconográfico, que se distribuyen alrededor del altar y en la zona del muro colindante con el techo. Constan de una gran diversidad de colores, contando con tonos verdes, morados, rojos y azules. En su interior también cuenta con una serie de mosaicos de pequeño tamaño en blanco y azul que narran la pasión de Cristo, estableciendo una narrativa que culmina con la crucifixión en el altar.
La fachada está constituida en dos niveles, y el inferior cuenta con dos ángeles realizados en cerámica representados en azul y blanco, mientras que en el nivel superior encontramos decoración vegetal en el mismo tipo mosaico y en su centro dos ángeles realizados en vidrieras azules. El estilo decorativo tiende a lo esquemático y se configura a través del uso de figuras geométricas. Cabe destacar que la mayoría de las obras no están firmadas ni se conoce su autoría exacta. Algunos de los artistas que realizaron vidrieras de estos proyectos son Ángel Atienza, José Luis Sánchez, Agustín Casillas, Julián Gil, Antonio Valdivieso y Juan Ignacio Cárdenas. El trabajo de identificación sigue activo puesto que gran parte de las obras son aún anónimas.